# Лі Кежань
Лі Кежань (李可染, 26 березня 1907 —5 грудня 1989) — китайський художник-пейзажист, каліграф, мистецтвознавець КНР.

## Життєпис
Народився 1907 року у м.Сюйчжоу (провінція Цзянсу). Замолоду виявляв інтерес до малювання. У 1914 році поступив до місцевої школи сишу. У 1920 році став навчатися у місцевого художника. У 1923 році він вступив до Шанхайського коледжу мистецтв, де вивчав традиційний китайський живопис та західне мистецтво. Саме в цей період відвідав лекції Кан Ювея, який виступав за поєднання академічного живопису з традиціями європейського Відродження.
Навесні 1929 року Лі Кежань був прийнятий як аспірант до Національного художнього коледжу в Ханчжоу, де вивчав малюнок і живопис у французького вчителя Андре Клоді. У цей період він розробив свого роду абстрактний і структурний стиль. У 1932 році став членов місцевої організації художників. У тому ж році він кинув школу і повернувся до Сюйчжоу, де у нього відбулася його перша персональна виставка. У 1937 році брав участь у національній виставці у Нанкіні.
У 1937–1943 роках працює в Ухані над створення патриотичних, антияпонських плакатів. У 1943 році переїздить до Чунціна, де викладає у Художній школі. У 1944 році брав участь у виставці у Чунціні, яке організувало Товариство радянсько-китайської дружби. У 1946 році він прийняв запрошення Сюй Бейхуна, щоб приєднатися до професорсько-викладацького складу Націлональної Академії Мистецтв. У 1949 році обирається заступником голови Союза китайських художників та призначається професором Центральної академії витончених мистецтв.
З 1950-х років займався створення нових картин, а також навчання своїх учнів. Останніх була значна кілкьість, що зрештою у 1970-х роках сформували «Школу Лі». Помер Лі Кежань 5 грудня 1989 року у Пекіні.

## Творчість
Він розробив власний стиль пейзажу, який був заснований на поєднані давніхк і сучасних майстрів. Лі Кежань проводив багато часу з написання ескізів з натури, стверджуючи, що малюнок є першим кроком на шляху до реформування китайського живопису. Багато методів західного живопису застосовував у традиційному китайському живописі, зокрема світлотінь. Найзначнішими є картини: «П'ять буйволів», «Змагання на буйволах», «Шаошань», «Вітрильники на річці Цінь». Доробок Лі Кежаня складає 108 картин, 9 ескізів.
У каліграфії Лі Кежань намагався поєднати різні стилі найзначніших епох в історії Китаю. Загалом доробок складає 122 каліграфічні роботи.